# Finley Quaye
Finley Quaye, (ur. 25 marca 1974 w Edynburgu, Wielka Brytania) – brytyjski muzyk. W 1997 laureat nagrody Music of Black Origin Awards dla najlepszego artysty reggae i Brit Awards w 1998 dla najlepszego brytyjskiego wokalisty.
Quaye jest młodszym synem Caba Kaye, przyrodnim bratem gitarzysty Caleba Quaye, piosenkarki Terri Quaye i wujem Adriana Thawsa.